# اسکیت سرعت مسیر کوتاه
اسکیت سرعت مسیر کوتاه (به انگلیسی: Short track speed skating) یا یخماله سرعت مسیر کوتاه نوعی از ورزش‌های رقابتی (مسابقاتی) اسکیت روی یخ و اسکیت سرعت می‌باشد.
در رقابت‌ها، چندین اسکیت باز (به‌طور معمول بین چهار و شش نفر) در روی یک تراک بیضی شکل با مساحت ۱۱۱/۱۲ متر
مسابقه می‌دهند. پیست اسکیت حدود ۶۰ در ۳۰متر است، که به اندازه یک زمین هاکی روی یخ است.